# 2017年英格蘭全國羽毛球錦標賽
2017年英格蘭全國羽毛球錦標賽（English National Badminton Championships 2017），為第54屆英格蘭全國羽毛球錦標賽，是英格蘭國內最高級別的羽毛球比賽。本屆賽事於2017年9月1日至9月4日在英格蘭白金汉郡威科姆休閒中心舉行。
其中，現時在巴斯大学就讀的亚历克斯·莱恩贏得男子單打冠軍，成位首位贏得全國賽男單冠軍的在學大學生。

## 項目獎牌榜
以下為各項目的優勝者名單：
| 項目     | 金牌                        | 银牌                           | 铜牌                                 |
| 男子單打 | 亚历克斯·莱恩               | 托比·潘迪                      | David Raymond Jones                  |
| 男子單打 | 亚历克斯·莱恩               | 托比·潘迪                      | Alex Marritt                         |
| 女子單打 | 克洛伊·比尔切               | Atu Rosalina Sagita            | Kirby Ngan                           |
| 女子單打 | 克洛伊·比尔切               | Atu Rosalina Sagita            | 阿比盖尔·霍尔登                      |
| 男子雙打 | 彼得·布里格斯 汤姆·沃尔芬登 | 本·莱恩 肖恩·文迪              | 马修·克莱尔 大卫·金                  |
| 男子雙打 | 彼得·布里格斯 汤姆·沃尔芬登 | 本·莱恩 肖恩·文迪              | 加里·福克斯 Dean George              |
| 女子雙打 | 劳伦·史密斯 莎拉·沃克       | 克洛伊·比尔切 杰西卡·皮尤      | Jennifer Moore Viki Williams         |
| 女子雙打 | 劳伦·史密斯 莎拉·沃克       | 克洛伊·比尔切 杰西卡·皮尤      | 阿比盖尔·霍尔登 Freya Patel-Redfearn |
| 混合雙打 | 本·莱恩 杰西卡·皮尤         | 格雷戈里·梅尔斯 Jennifer Moore | 马修·克莱尔 Viki Williams            |
| 混合雙打 | 本·莱恩 杰西卡·皮尤         | 格雷戈里·梅尔斯 Jennifer Moore | 卡勒姆·亨明 劉飛騰                   |

## 外部連結
- （英文） BADMINTON England 官方網站